# دانيال ك. بيكر
دانيال ك. بيكر (بالإنجليزية: Daniel C. Baker)‏ هو سياسي أمريكي، ولد في 14 أكتوبر 1816، وتوفي في 19 يوليو 1863 في نيو أورلينز في الولايات المتحدة.